# Impatiens callmanderi
Impatiens callmanderi är en balsaminväxtart som beskrevs av Fischer, Wohlh. och Raheliv. Impatiens callmanderi ingår i släktet balsaminer, och familjen balsaminväxter. Inga underarter finns listade i Catalogue of Life.